# 牙缘毛口藓
牙缘毛口藓（学名：Trichostomum recurvifolium）为锦藓科毛口藓属下的一个种。